# もう君をひとりにさせない
『もう君をひとりにさせない』（もうきみをひとりにさせない）は三枝夕夏 IN dbの22ndシングル。

## 概要
- 前作に引き続き、大野愛果が作曲を務めた。
- メンバーによると、2009年第一弾シングルということで勢いよくスタートできるようにという意味を込めて、勢いのあるサウンドにしたという。

## 収録曲
1. もう君をひとりにさせない
  - 作詞：三枝夕夏 / 作曲：大野愛果 / 編曲：小澤正澄

プロモーションビデオはCDジャケットが映し出されるシーンがある。
2. 夜顔の温室
  - 作詞：三枝夕夏 / 作曲：大野愛果 / 編曲：葉山たけし
3. もう君をひとりにさせない 〜Instrumental〜

## タイアップ
もう君をひとりにさせない
- テレビ東京系「ゴルゴ13」エンディングテーマ。

## 収録アルバム
もう君をひとりにさせない
- U-ka saegusa IN db IV 〜クリスタルな季節に魅せられて〜
- U-ka saegusa IN db Final Best